# Dunguaire Castle

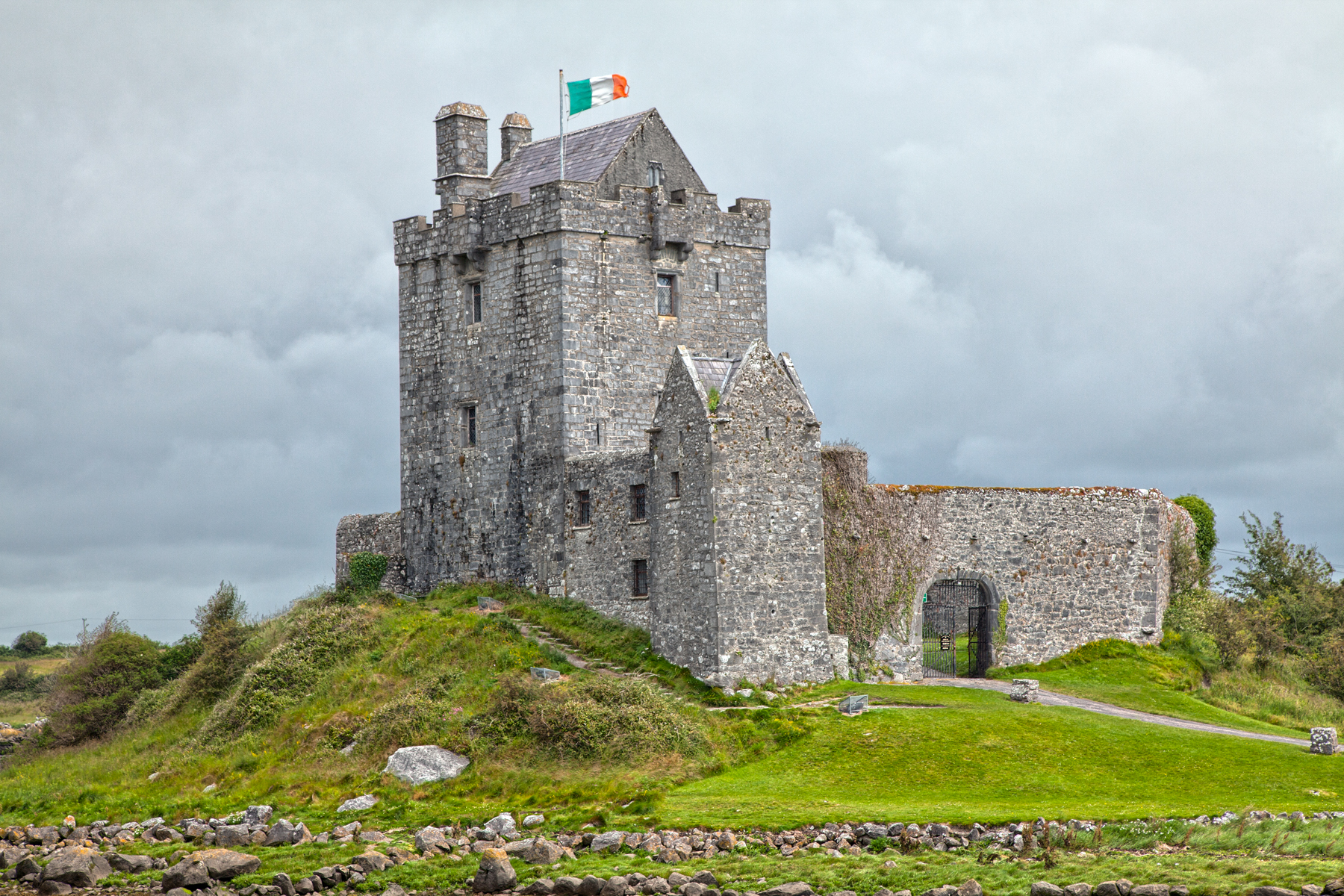
Dunguaire Castle

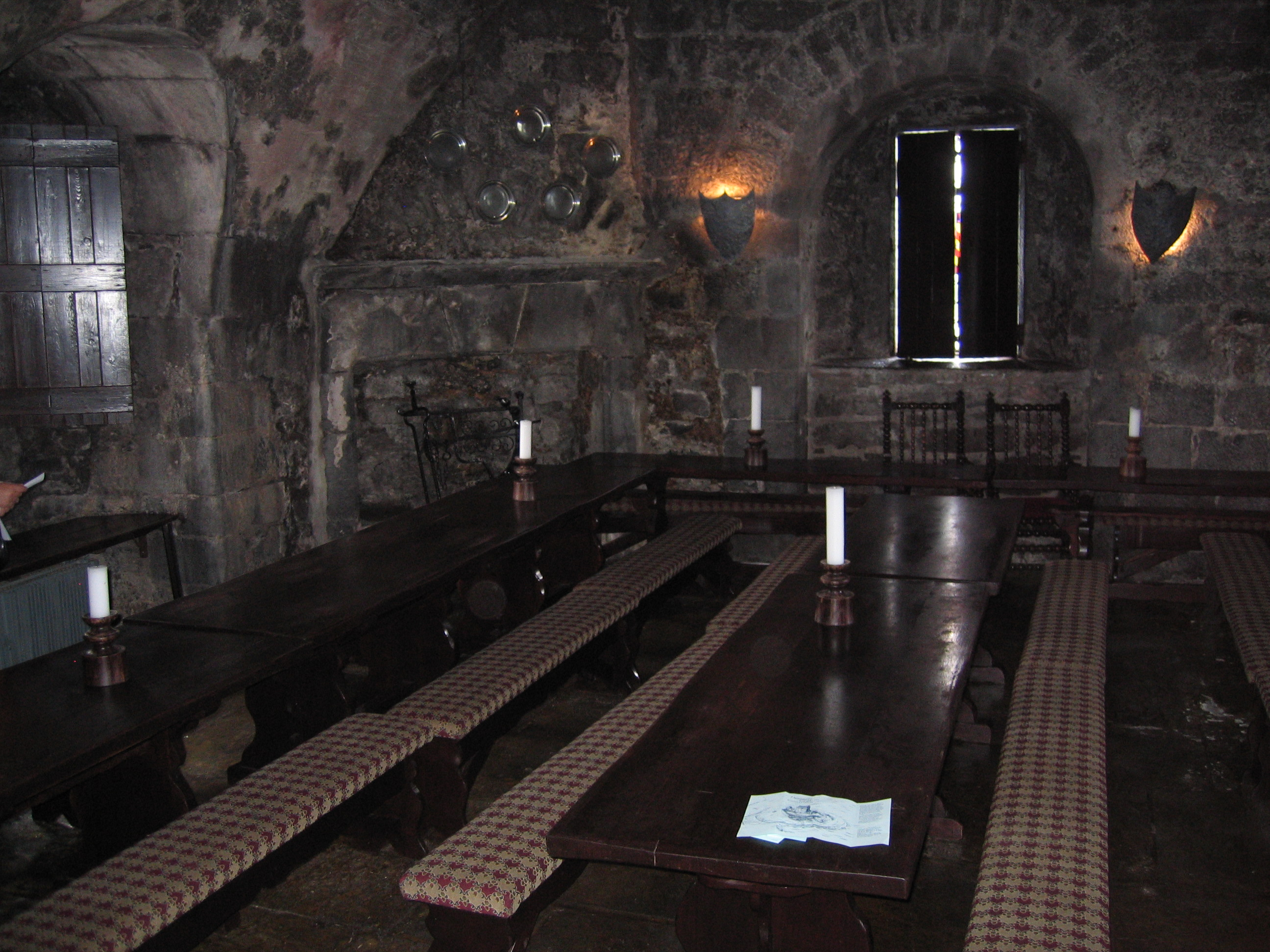
Innenansicht eines Raumes in Dunguaire Castle

Dunguaire Castle (irisch Caisleán Dhún Guaire) steht bei Kinvara im Süden des County Galway in Irland. Es hat seinen Namen vom alten Dun des Königs Guaire von Connacht, der im Jahre 662 n. Chr. starb. Guaire war für seine Gastfreundschaft und Großzügigkeit bekannt, die in der Legende Bothar na Mias (Straße des Geschirrs) erzählt wird. Das originale Dun ist wahrscheinlich der Erdwall mit Mauerresten auf der Landspitze westlich des Castle.

## Geschichte
Dunguaire Castle war nie eine Burg im militärischen Sinn, sondern ein typisches Tower House des 16. Jahrhunderts. Diese Turmhäuser wurden zwischen 1450 und 1650 von irischen Gentlemen und Gutsherren erbaut. Die größte Konzentration solcher Gebäude findet sich in den Countys Clare und Limerick sowie im Süden des County Galway. 
Das Dunguaire Tower House wurde im Jahre 1520 von Guaires Nachkommen aus dem Clan der O’Hynes errichtet. Es gelangte im 17. Jahrhundert in die Hände eines der Martyns von Galway. Richard Martyn, der 1607–1608 Bürgermeister von Galway war, lebte hier bis 1642. Und seine Nachkommen, die Martyns von Tulira Castle, bewohnten das Schloss bis zum Ende des Jahrhunderts, dann verfiel es.
Im Jahre 1924 wurde Dunguaire Castle von Oliver St. John Gogarty, einem Chirurgen, restauriert, der James Joyce als literarische Vorlage für den Buck Mulligan im Ulysses diente. Obwohl Gogarty dort nie lebte, veranstaltete er  literarische Colloquien. In der Nähe des Castles (bei Gort) hatten zeitweilig auch Lady Gregory (in Coole Park) und William Butler Yeats (im jetzt restaurierten Turmhaus Thoor Ballylee, Túr Bhaile Uí Laoigh) ihre Wohnsitze. Das Castle wurde 1954 von Lady Ampthill erworben, die die Wiederherstellung vervollständigte und es 1972 verkaufte. Seit 1966 ist es für Besucher geöffnet und dient als Veranstaltungsort für mittelalterliche Bankette. Im Jahre 1979 bildete das Schloss die Kulisse für den Actionfilm Sprengkommando Atlantik.